# Nosema locustae
Nosema locustae es un hongo microsporidio parásito de insectos ortópteros, principalmente de saltamontes y langostas.

## Características
Esta especie se conoce como el “insecticida biológico” por su uso en lucha biológica contra plagas. Es el único parásito que se comercializa como pesticida. Infecta por vía oral a los insectos mediante cebos alimenticios donde se inoculan sus esporas. Produce nosemiasis, infectan el cuerpo graso desarrollándose en los adipocitos. Esto lleva a un estado de desnutrición, dando lugar a una inactividad, menor tamaño y disminución de las funciones vitales. Se transmiten a la progenie. Es más patógeno en jóvenes que en adultos.
Los efectos varían según el nivel de la dosis infectiva:
- Si la dosis es baja provocan morbilidad en sus hospedadores, lo cual va a disminuir su reproducción y los va a hacer más susceptibles a los cambios ambientales.
- Si la dosis infectiva es alta provocan mortalidad.

Sus esporas tienen una gran resistencia frente a las condiciones ambientales adversas, lo que ayuda a que perduren en el tiempo.
Un importante inconveniente a tener en cuenta es su bajo grado de especificidad, ya que puede afectar a otras especies de ortópteros como grillos e incluso mantis, siendo perjudicial para la conservación de la biodiversidad.
Es muy utilizado en Estados Unidos tanto en agricultura general como para uso particular en jardines y huertos. En España no se emplea.